# Découvertes Gallimard

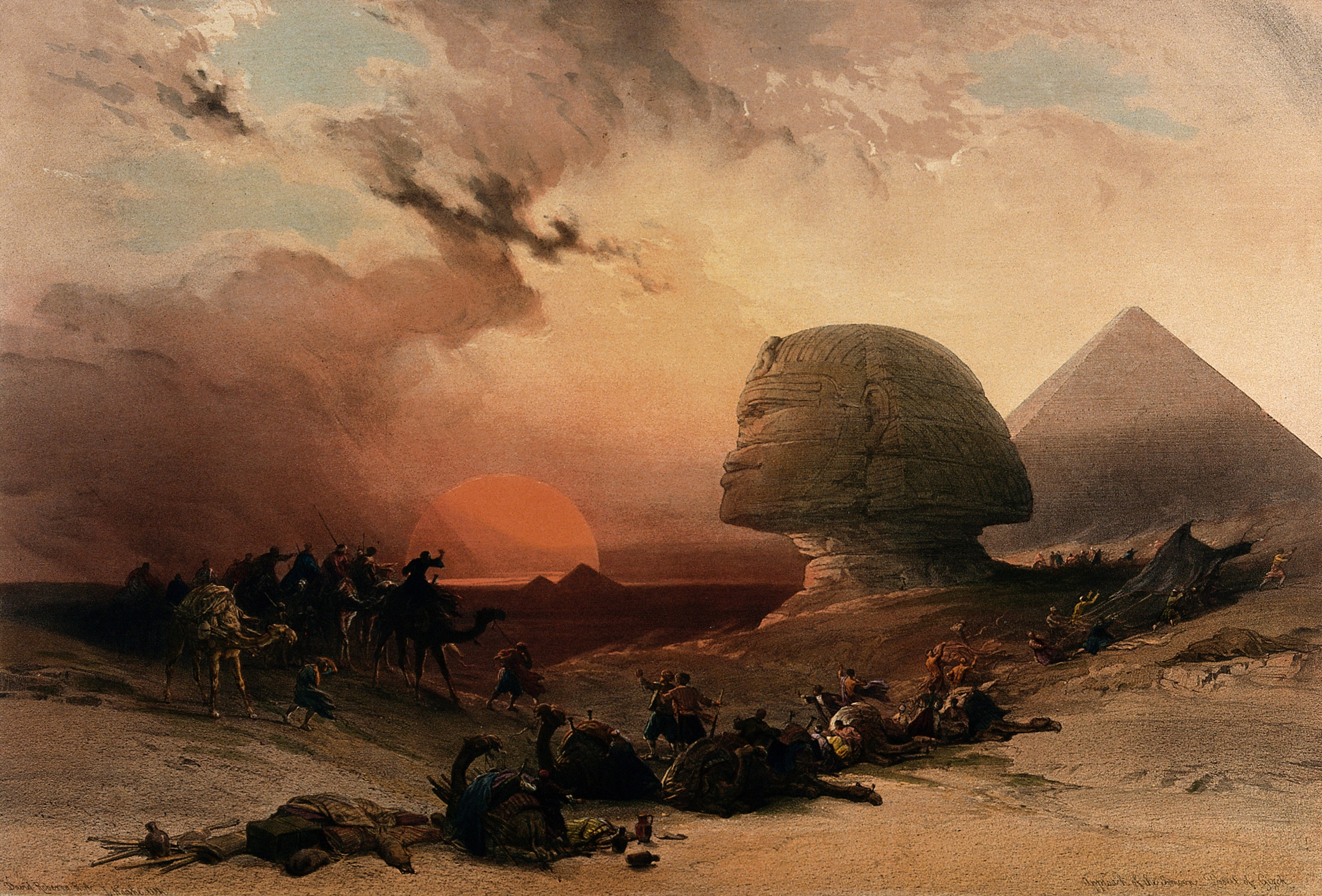
Arrivée du simoun, désert de Gizeh de David Roberts (1846-1850), lithographie présentée sur la couverture d’À la recherche de l’Égypte oubliée, le premier titre de la collection.

« Découvertes Gallimard » est une collection des éditions Gallimard à caractère encyclopédique, créée en 1986 et destinée aux jeunes adultes. 
Cette collection est basée sur une idée de Pierre Marchand appliquée dans les deux collections de poche : « Découvertes Cadet » en 1983 et « Découvertes Benjamin » en 1984. Ses livres abondamment illustrés impressionnent par la qualité de leur réalisation et la richesse de leur documentation. Les livres font entre 96 et 224 pages, bien que la plupart en possède entre 128 et 192. Tous contiennent des suggestions de lecture en fin d’ouvrage. À la fin de 2012, il y avait 588 livres dans la collection.

## Description
« La première encyclopédie illustrée en couleurs au format de poche. »

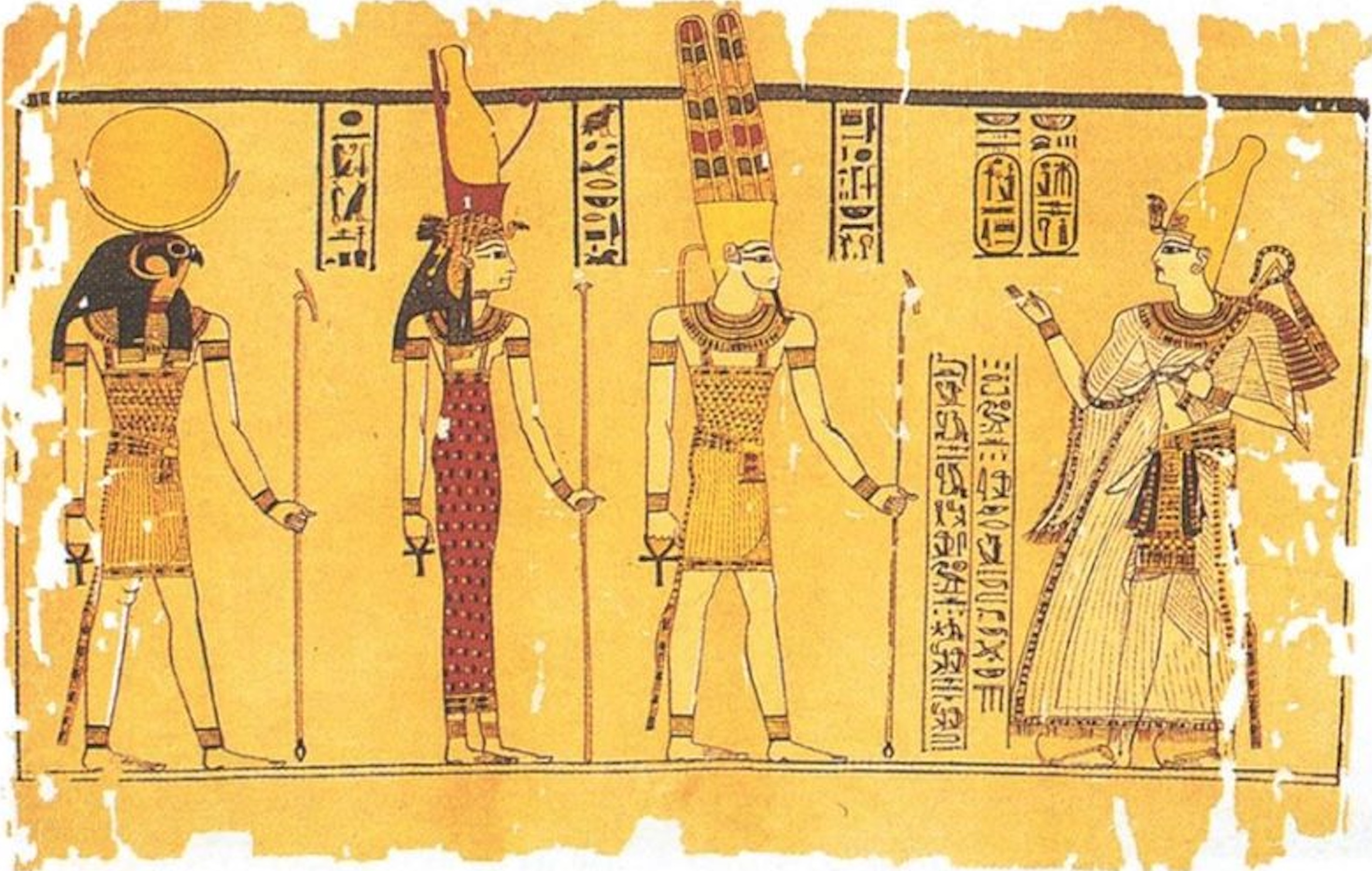
« Ramsès III devant la triade de Thèbes ». La reproduction d’une image du papyrus Harris, extraite du premier titre À la recherche de l’Égypte oubliée (p. 91).

Créée dans le style du livre d’art, « Découvertes Gallimard » est une collection de monographies historiques synthétiques, portant sur les sujets les plus variés : art, littérature, patrimoine, civilisation, religion, société, temps présent … D’abord destinée au jeune public puis réorientée vers un lectorat adulte. Chaque volume est composé d’une monographie et d’un ensemble de « témoignages et documents » sur un sujet donné, écrit par un spécialiste reconnu dans sa discipline, avec l’histoire comme principale ligne de perspective. Par exemple, dans le premier titre À la recherche de l’Égypte oubliée, qui narré dans l’ordre chronologique pour raconter l’histoire de la redécouverte de la civilisation de l’Égypte antique, de la période gréco-romaine au XIXe siècle, une époque qui marque la naissance de l’égyptologie.
Le format de 125 × 178 mm n’est pas le fruit du hasard, pas plus que la mise en page, ainsi que l’explique le maquettiste Raymond Stoffel : « Il y a eu un an d’aller et retour. Au départ, nous avons travaillé à partir du format ‹ Folio Junior ›. Mais il fallait deux centimètres de plus en largeur pour assurer la double lecture. Et puis, parce que les ektas 24/36 sont souvent en largeur, il a fallu aussi faire éclater les colonnes : les recherches typo nous ont montré que le système de deux colonnes ne fonctionnait pas pour contenir à la fois un roman, un documentaire, une illustration. » Dans un entretien accordé à La Croix, la directrice de la collection Élisabeth de Farcy explique : « L’image devait y occuper une place centrale, comme dans un ouvrage d’art ».
La couverture est l’une des spécificités de la collection : autrefois brillante à fond noir illustré en couleur, aujourd’hui mate mais plus colorée, avec des codes couleurs différents selon les domaines. Elle se différencie des autres livres de référence par la force de son visuel : une image plein format qui s’impose par son cadrage et la puissance des éléments figurés, une image aussi en parfaite adéquation avec la mise en page intérieure de l’ouvrage, ainsi qu’une petite image pour illustrer le dos. L’identité visuelle est forte, même de nombreuses éditions internationales des « Découvertes Gallimard » peuvent être facilement reconnues. Cependant, il y a quelques exceptions, par exemple, l’éditeur barcelonais Ediciones B adopte un design de couverture complètement différente pour sa collection « Biblioteca de bolsillo CLAVES ».
Les légendes pour les illustrations doivent être informatives, ne pas doublonner le corpus, ni doivent pas interrompre le fil narratif. Chercheurs et universitaires doivent s’astreindre aux contraintes d’une collection grand public. Outre d’évidentes capacités d’analyse, on demande aux auteurs des qualités d’écriture et une sensibilité à l’illustration. Un « Découvertes » n’est pas un livre d’auteur, l’auteur n’est qu’un des multiples intervenants, comme le remarque Daniel Garcia de L'Express : « Obéissant à une charte très stricte (“la liberté dans la contrainte”, martelait-on aux auteurs). » Bruno Blasselle, directeur de la Bibliothèque de l’Arsenal, auteur des deux volumes d’Histoire du livre (nos 321 et 363) et co-auteur de La Bibliothèque nationale de France : Mémoire de l’avenir (no 88), explique son expérience de travail pour la collection : « Ecrire un ‹ Découvertes › pour un auteur, c’est se piéger, se mettre en situation d’être obligé de se dépasser par rapport à sa propre formulation de son sujet. »
Chaque volume contient environ 128–220 pages avec environ 120–200 illustrations imprimées en quatre, cinq, six ou sept couleurs, à la fois des mats et des brillants et parfois même des ors, comme pour Richard Wagner : L’opéra de la fin du monde (no 39) ; ainsi que des argents, comme pour Sang pour sang, le réveil des vampires (no 161). Chaque livre débute par le « pré-générique » : une succession d’images ou de photographies, que Jamie Camplin, le directeur de Thames & Hudson, appelle une « bande-annonce influencée par le cinéma ». Pour Champollion : Un scribe pour l’Égypte (no 96), par exemple, c’est une reproduction du manuscrit de la Grammaire égyptienne ; le pré-générique de La Saga de l’espace (no 3) évoque lui le tragique lancement de la navette Challenger en 1986, et de La Tour de Monsieur Eiffel (no 62) présente la Tour à chaque étape de sa construction.
La nouveauté réside dans l’orchestration subtile du texte et de l’image documentaire, où se succèdent séquences, encarts, dépliants, chevauchements en double page. Selon les sujets, le corpus est structuré en trois à huit chapitres, composé de soixante-quatre (Enquête sur Sherlock Holmes, no 333) à cent vingt-huit pages (la plupart des ouvrages). Chaque chapitre est construit selon les méthodes journalistiques, avec un chapeau et des intertitres. Le corpus est rythmé par des doubles pages d’images, appelées encarts, sorte d’arrêts sur images. Dans La magie blanche de Saint-Pétersbourg (no 205), par exemple, deux doubles reproduisent des aquarelles d’Eduard Hau pour illustrer l’intérieur de l’Ermitage. Les livres doivent beaucoup aux techniques cinématographiques, certains titres comportaient de dépliants panoramiques, sorte de projection sur grand écran. Ainsi dans À la conquête du Mont-Blanc (no 5), on voit tout à coup, au détour d’une page, se détacher la chaîne, avec tous ses détails; dans Pompéi, la cité ensevelie (no 16), deux dépliants, l’une montrant la reconstitution du forum de Pompéi par Léon Jaussely, l’autre représentant l’état actuel du quartier des théâtres en 1859 en utilisant les dessins de Paul-Émile Bonnet, tous deux dans une vue panoramique. Dans Le papier : Une aventure au quotidien (no 369), grâce à un partenariat avec des groupes papetiers, il y a trois luxueux dépliants, tous réalisés sur des papiers différents de l’entreprise Arjowiggins, présentant l’un des aquarelles du XVIIe siècle, sur la fabrication traditionnelle du papier chinois, l’autre des gravures et dessins d’Albrecht Dürer et Léonard de Vinci, et le troisième la chaîne de fabrication du papier aujourd’hui, avec ses différentes machines.

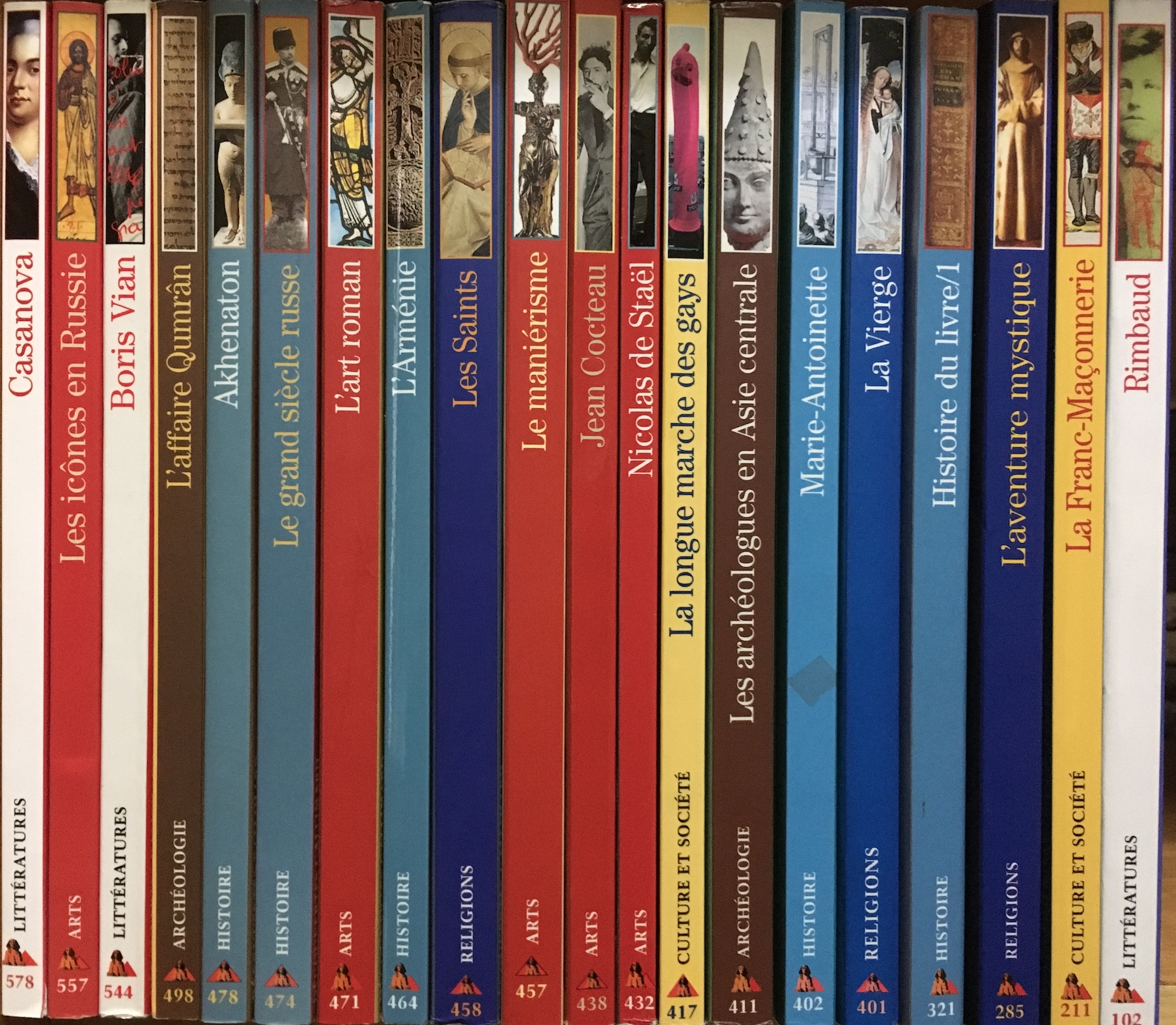
La nouvelle édition, à fond plus coloré, avec des codes couleurs différents selon les domaines.

La section « témoignages et documents », la deuxième partie du livre, à la différence du corpus en couleur, toujours en noir et blanc, mais occasionnellement imprimée sur du papier orange (La Mode : Un demi-siècle conquérant, no 511) ou du papier bleu (Le monde de Lourdes, no 524). Elle fonctionne comme une anthologie, s’adressant au lecteur voulant se constituer une bibliothèque culturelle, une fois cette introduction digérée, de poursuivre l’exploration. La section comprend des dossiers réalisés conjointement par l’auteur et l’éditeur, avec pour chaque dossier, un chapeau, des textes de liaison et de courtes légendes. Les annexes clôturent les « témoignages et documents » avec, selon les sujets, une bibliographie, une chronologie, une discographie, une filmographie, une index, et aussi une table des illustrations. La collection se démarque également par son souci du détail, dans le choix de la typographie : Trump Mediaeval pour le texte courant, ITC Franklin Gothic pour les intertitres, Zapf Dingbats pour les guillemets, de l’italique fort pour les légendes avec une lettrine et la dernière ligne soulignée, et cetera. Les éditions françaises sont imprimées chez Kapp Lahure Jombart à Évreux, tandis que l’imprimeur italien Gianni Stavro, qui a largement contribué à l’élaboration des nouvelles techniques utilisées dans la collection, conserve les rééditions et les coéditions internationales. Les reliures sont solides, cousues et non collées. Gallimard a promis aux lecteurs « la plus belle collection de poche du monde ».
Les dix-huit anciennes séries — Archéologie, Architecture, Art de vivre, Cinéma, Histoire, Histoires naturelles, Invention du monde, Littérature, Mémoire des lieux, Musique et danse, Peinture, Philosophie, Religions, Sciences, Sculpture, Sports et jeux, Techniques et Traditions — ont été abandonnées, elle est désormais organisée autour de sept grands domaines, avec des codes couleurs différents selon les domaines : Arts (rouge), Archéologie (brun), Histoire (bleu), Littératures (blanc), Religions (bleu foncé), Culture et société (jaune) et Sciences et techniques (vert).

## Historique

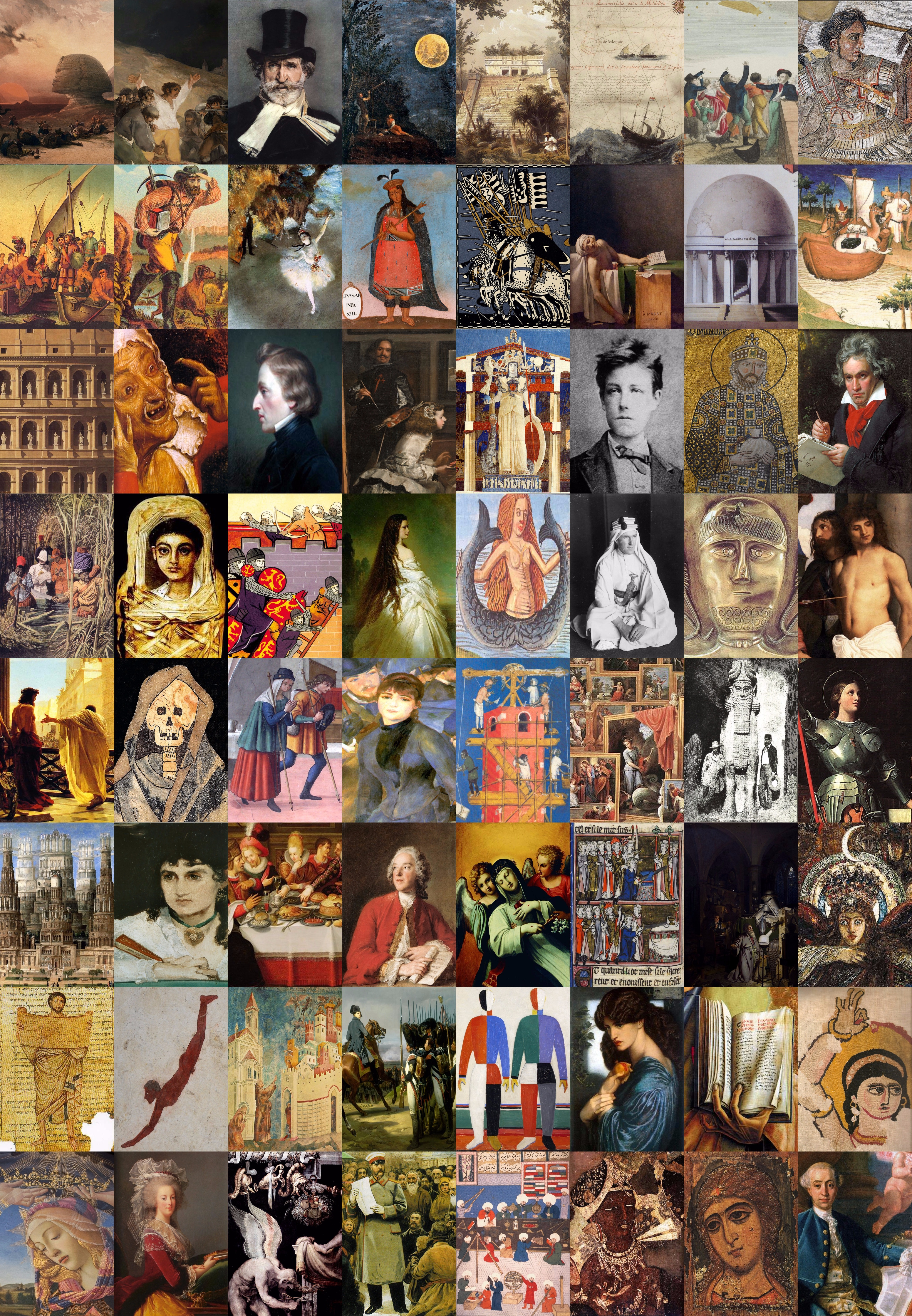
Images utilisées pour les couvertures des ouvrages des « Découvertes Gallimard ».

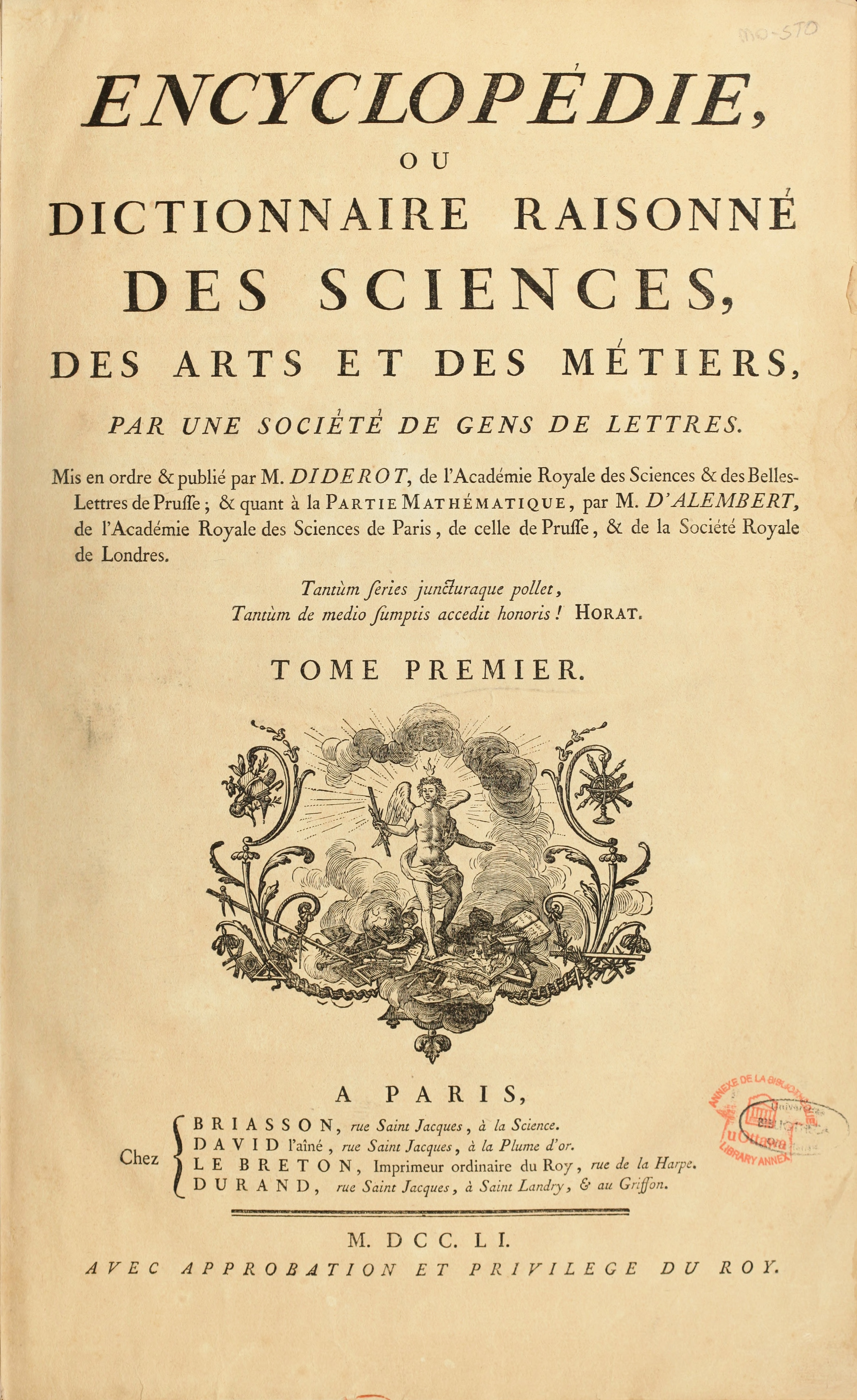
L’Encyclopédie ou Dictionnaire raisonné des sciences, des arts et des métiers est la première encyclopédie française, éditée sous la direction de Denis Diderot et de Jean le Rond D’Alembert. Le des « Découvertes », Le roman vrai de l’Encyclopédie est consacré à cet ouvrage.

La collection « Découvertes Gallimard », initialement baptisée « Les Chemins de la connaissance » et « Découverte junior », qui est basée sur une idée de Pierre Marchand après les publications de deux collections de poche : « Découvertes Cadet » en 1983 et « Découvertes Benjamin » en 1984. Marchand et Jean-Olivier Héron l’avaient déjà en arrivant chez Gallimard en 1972, comme Marchand l’explique : « J’ai investi quatorze ans de ma vie professionnelle sur cette collection. C’est grâce au succès des ‹ livres dont vous êtes le héros › que nous avons pu nous lancer dans cette aventure... pour la première fois, de véritables encyclopédies au format de poche entièrement illustrées en couleurs. Notre pari, c’est que, une fois le livre ouvert, quel que soit le sujet ou la page, on ne puisse plus le refermer. »
Françoise Balibar, Jean-Pierre Maury, Jean-Pierre Verdet, Marc Meunier-Thouret et d’autres essuyèrent les premiers plâtres de ce projet pharaonique qui attendra l’arrivée d’Élisabeth de Farcy et de Paule du Bouchet, en 1981, pour vraiment prendre forme. Produire de véritables encyclopédies au format de poche et entièrement illustrées en couleurs, en 1986, beaucoup jugeaient ce projet éditorial insensé. Les auteurs étaient sceptiques sur ce projet au départ, voire méprisants, mais ils sont finalement fascinés par la collection, certains ont même commis plusieurs ouvrages, comme Françoise Cachin, auteur de trois ouvrages – Gauguin : « Ce malgré moi de sauvage » (no 49), Seurat : Le rêve de l’art-science (no 108), Manet : « j’ai fait ce que j’ai vu » (no 203) ; Jean-Pierre Maury, qui signe quatre titres – Galilée, le messager des étoiles (no 10), Comment la terre devint ronde (no 52), Newton et la mécanique céleste (no 91), Le palais de la Découverte (no 195) ; ou Odon Vallet, qui a même écrit sept livres, six dans la série Une autre histoire des religions – Déesses ou servantes de Dieu ? : Femmes et religions (no 206), L’héritage des religions premières (no 373), Le Dieu du Croissant fertile (no 374), Les spiritualités indiennes (no 384), Les religions extrême-orientales (no 385), L’Esprit des savoirs (no 390) et Le sacre des pouvoirs (no 391).
Un « numéro zéro » a été envoyée à 500 libraires au cours de l’été 1986. Pas d’étude de marché au départ, Pierre Marchand, un homme autodidacte, explique dans un Ça se discute sur le thème « autodidactes et diplômés » : « Ce projet était aussi vieux que ma soif de connaître. Sans doute faut-il être justement autodidacte pour sentir l’importance d’une encyclopédie. Il faut avoir été contraint à se bâtir soi-même sa culture, à chercher des références sûres, des exposés clairs. Pour imaginer ‹ Découvertes › je n’avais nul besoin d’études de marché, de sondages et de tests. Dès le départ, je voulais offrir au public les livres dont j’avais besoin. »
Le lancement officiel a eu lieu le 21 novembre 1986, les douze premiers titres, vingt-cinq mille exemplaires de chaque volume ont été imprimés. « On n’a jamais vu autant de choses entre la première et la dernière page d’un livre », tel est le slogan proposé par CLM BBDO, l’agence de publicité de Pascal Manry pour le lancement de la collection. Dirigée par Élisabeth de Farcy, elle a choisi les auteurs et a organisé des campagnes iconographiques. Plusieurs éditeurs et iconographes ont été rassemblés, des trésors d’illustration ont été extraits des ressources patrimoniales. En librairie, les « Découvertes » allaient bientôt passer au rayon adultes. La collection a pris un départ rapide, 105 titres ont été publiés en cinq ans, elle a passé les frontières en 1989, avec le premier coéditeur Aguilar (es) de Madrid, et 27 pays seront associés finalement.
En 1992, après la parution de 151 titres, Gallimard a montré de l’intérêt pour De lokroep van de zeemeermin (édition française : Le chant de la sirène, no 152), l’ouvrage sur la sirène de Vic de Donder, un écrivain belge de langue néerlandaise. Néanmoins, l’éditeur parisien a hésité : « Sujet intéressant, mais comment pouvez-vous illustrer cela ? » Puis De Donder a atteint une liste impressionnante d’environ un millier d’images qu’il a recueillies pendant plusieurs années, Gallimard était convaincu et faisant De Donder le premier auteur non francophone de cette collection.
Les beaux jours de la collection étaient au tournant des années 1990, les auteurs sont majoritairement recrutés chez les universitaires et les conservateurs. De nombreuses monographies d’artistes, souvent publiées à l’occasion de grandes expositions – Matisse : « Une splendeur inouïe » (no 165), par exemple, sorti pour l’exposition au Centre Georges-Pompidou en 1993. La réactivité par rapport à l’actualité – Mémoires du Louvre (no 60) pour l’inauguration de la Pyramide du Louvre en 1989 ; Sang pour sang, le réveil des vampires (no 161) pour la sortie du film Dracula de Francis Coppola en 1992, une nouvelle édition revue et corrigée est sortie en 2010, tirée par le succès de la série Twilight ; La mine dévoreuse d’hommes (no 184) pour la sortie du film Germinal en 1993. À côté des ouvrages dictés par l’actualité, il y a aussi un certain nombre de coups de cœur, parfois étranges, comme un ouvrage consacré aux cheveux roux, Roux et rousses : Un éclat très particulier (no 338), ce qui est particulièrement décalé dans ce type de collection. Certains sujets peuvent être plus difficiles à vendre mais considérés comme nécessaires, comme la perspective (La perspective en jeu : Les dessous de l’image, no 138), les images du corps humain (Les images du corps, no 185), ou le maniérisme (Le maniérisme : Une avant-garde au XVIe siècle, no 457).
Les « Découvertes » consacrés à des écrivains sont également plus nombreux, par exemple, Proust : La cathédrale du temps (no 381). Mais ces deux ensembles ont tendance à laisser place ces dernières années aux monographies sur la mémoire des lieux et des grandes institutions, ainsi qu’à divers aspects sociologiques et religieux – New York : Chronique d’une ville sauvage (no 204), une adaptation graphique de Metropolis: New York as Myth, Marketplace, and Magical Land par l’écrivain américain Jerome Charyn ; Un Conservatoire pour les Arts et Métiers (no 222) pour le bicentenaire de la fondation de l’institution CNAM ; titres sur l’homosexualité et la mode depuis les années 1950, La longue marche des gays (no 417) et La Mode : Un demi-siècle conquérant (no 511), ainsi que Les drogues : Une passion maudite (no 423) et Histoire de l’érotisme : De l’Olympe au cybersexe (no 521) ; volumes sur le culte et les apparitions mariales, La Vierge : Femme au visage divin (no 401) et Le monde de Lourdes (no 524). Les sujets difficiles sont souvent très demandés, peut-être parce que la concurrence est moindre, ainsi un livre sur les moines cisterciens, Le rêve cistercien (no 95), fut l’un des best-sellers en 1990. Tandis que d’autres, à priori plus grand public, furent de relatifs échecs, comme La fièvre de l’or (no 34) ou Sous le pavillon noir : Pirates et flibustiers (no 45).
Les titres les plus populaires sont ceux des séries Arts et Archéologie. À la recherche de l’Égypte oubliée (no 1) et L’écriture, mémoire des hommes (no 24), tous les deux de la série Archéologie, sont toujours les deux qui fonctionnent le mieux, un record pour le no 1 édité à deux cent trente mille exemplaires et qui se serait vendu à plus de cinq cent mille exemplaires dans le monde (2001). Des titres de la série Sports et jeux, seuls quatre sont les plus favorisés – La saga du Tour de France (no 81), La Balle au pied : Histoire du football (no 83), Jeux Olympiques : La flamme de l’exploit (no 133) et Voyous et gentlemen : Une histoire du rugby (no 164). Le 25 mars 1994, « Découvertes Gallimard » a fêté son no 200 Voyages en Utopie au Musée des Monuments français,.
La concurrence émerge dès le milieu des années 1990, tirage et nouveautés diminueront. Aujourd’hui, c’est une quinzaine de titres anciens qui sont remis à jour chaque année, suivant l’actualité culturelle et de la recherche scientifique. La collection subit deux relookages successifs, l’un en septembre 1998 (depuis son no 359 Le Théâtre de Boulevard : « Ciel, mon mari ! »), pour la maquette extérieure ; l’autre en mars 2000 (L’Esprit des savoirs, no 390) pour la mise en pages intérieure. De la plupart des titres réédités, la pagination moyenne diminue, comme Vie et mort des baleines (no 2) de deux cent vingt quatre à cent vingt huit pages ou encore Les fossiles, empreinte des mondes disparus (no 19) de deux cent huit à cent quarante-quatre pages, et cetera. La collection, trop vite associée à une culture visuelle du zapping, réaffirme son premier dessein : l’image ne prime pas le texte, elle s’allie à lui pour animer et enrichir la lecture. Ces livres bénéficient des dernières technologies, leurs maquettes sophistiquées sont aujourd’hui tous réalisés en PAO. Le logiciel XPress n’est sorti qu’en 1988, les trente premiers titres ont tous été réalisés de manière traditionnelle, en photocomposition. Un « Découvertes », selon sa catégorie et le nombre de pages, se vend entre 8,40 et 15,90 euros, ceci est considéré comme un prix extrêmement modique pour un ouvrage de cette qualité.
« Découvertes Gallimard » a été traduite en au moins 24 langues, « cette encyclopédie de poche à prix réduit incarne son grand rêve humaniste : rendre accessible à tous, dans tous les domaines, l’état le plus avancé des connaissances. Diderot et D’Alembert ne l’auraient pas renié », note Hedwige Pasquet, directrice générale de Gallimard Jeunesse. Selon Livres Hebdo, ces documentaires « à la française » se seraient vendus à plus de vingt millions d’exemplaires dans le monde (1999),, avec de nouveaux marchés émergents en Europe de l’Est et en Asie depuis 2001 tels que Liban, Roumanie, Russie, et Turquie. En 2002, l’ambassadeur de France Claude Blanchemaison faisait la présentation des « Découvertes » à Moscou, déclarant qu’il venait de lire l’un des nouveaux titres de la collection, les découvertes de l’Asie centrale (De Kaboul à Samarcande : Les archéologues en Asie centrale, no 411) qui l’intéresse particulièrement.
Pour remédier aux problèmes de propriété internationale et de droits de reproduction des œuvres d’art, les coéditeurs définissent au préalable un certain nombre de titres, choisis en fonction de leur propre ligne éditoriale, et se partagent le coût élevé des droits mondiaux photographiques. Ainsi la maison d’édition américaine Harry N. Abrams, préfère pour sa collection « Abrams Discoveries » les thèmes culturels traditionnels aux sujets plus pointus, comme À la recherche de la Rome antique (no 56) ou La Grèce antique : Archéologie d’une découverte (no 84) ; tandis que Sōgensha au Japon, choisissent des titres plus originaux, comme Les sorcières, fiancées de Satan (no 57) ou L’heure du grand passage : Chronique de la mort (no 171).
En plus de ces coéditions étrangères, « Découvertes Gallimard » a également noué depuis plusieurs années des partenariats institutionnels, notamment celui mené depuis 1989 avec la Réunion des musées nationaux (RMN) : trente-deux titres sont sortis jusqu’en 2001, plus un titre en anglais (Corot: Extraordinary landscapes, no 277) et le coffret « Impressionnismes » (1994), ainsi que quatre hors séries. Le principe de ces coéditions repose sur un partage des coûts et des recettes, la RMN apporte sa connaissance des musées, son réseau de diffusion, tandis que l’éditeur apporte sa compétence éditoriale. Lorsqu’un titre est lié à une exposition, cela génère beaucoup de ventes supplémentaires par le biais de la RMN. De plus, une édition spéciale intitulée 24 heures en France : Portrait insolite de la France et des Français (no 342) est le fruit de la collaboration avec l’hebdomadaire Le Point.
D’autres partenariats avec des entreprises publiques ou privées, comme le CEA (L’atome — De la recherche à l’industrie : Le commissariat à l’Énergie atomique, no 282), l’Arjowiggins (Le papier : Une aventure au quotidien, no 369), le Crédit mutuel (L’odyssée de l’euro, no 379), L’Oréal (Les vies du cheveu, no 405), et cetera. Le partenaire est parfois explicitement indiqué dans les « remerciements » (no 379), mais il est le plus souvent mentionné de manière équivoque (no 405), voire pudiquement gardé sous silence (Vive l’eau, no 389).
L’édition documentaire est en net recul en France depuis plusieurs années, la saturation du marché est une des causes, la concurrence des autres médias en est une autre. Malgré son excellente image auprès du public, « Découvertes Gallimard » est également concerné par cette désaffection. La collection reste une réussite incontestable à l’international, mais en France, les ventes s’érodent, le nombre de nouveautés diminue et les tirages également. Le 1er mars 1999, Pierre Marchand, le créateur des « Découvertes Gallimard », après vingt-sept ans chez Gallimard, est passé chez le concurrent Hachette où il a pris la direction de la création. La fin de l’année 2006 est marquée par la fête du 20e anniversaire de la collection et par la parution de son 500e titre, Art brut : L’instinct créateur, un site web a été spécialement créé pour la collection. En 2011, à l’occasion du centenaire des Éditions Gallimard, « Découvertes Gallimard » a lancé son premier livre numérique pour iPad, le 569e titre Gallimard : Un éditeur à l’œuvre.

## Image
L’image est l’élément essentiel des « Découvertes Gallimard », la collection s’inspire beaucoup des modèles de mise en page de magazines. Les images en couleur, les illustrations documentaires, les photographies d’archives, les cartes historiques occupent une place centrale dans cet ouvrage, comme Pierre Marchand l’a dit lui-même : « le langage des images est un langage universel ». Mais dans les années 1980, la PAO et la numérisation des photos n’existaient pas, les maquettes sophistiquées étaient entièrement montées à la main et les iconographes couraient les bibliothèques et les musées à la recherche de documents. Aujourd’hui, la technologie a simplifié toutes ces procédures mais les difficultés sont ailleurs, le statut de l’image est de plus en plus complexe.
Les sujets contemporains génèrent bien souvent des coûts beaucoup plus importants puisque l’éditeur est obligé de travailler avec des agences photographiques. Dans le choix des documents, priorité est donnée à l’originalité, l’inédit et, de plus, les iconographes des « Découvertes » ont des documents exceptionnels, comme les originaux polychromes de l’explorateur anglais Frederick Catherwood, sur la civilisation maya, retrouvés pour Les Cités perdues des Mayas (no 20).
Il n’est pas difficile d’illustrer des sujets comme les arts, les civilisations, l’archéologie … Mais quand il s’agit d’un thème comme la « douleur » : La douleur : Un mal à combattre (no 370), ou le « développement durable » : Le développement durable : Maintenant ou jamais (no 495), cela devient plus délicat. La question est de savoir comment éviter la répétitivité ou l’image platement illustrative. La solution réside dans un élargissement du champ, par le recours à des documents historiques, des œuvres d’art et d’images fixes de films.

## «Découvertes» et le mouvement d’esthétisation
L’esthétisation de la vie quotidienne, et donc l’esthétisation de la consommation, sont peut-être les caractéristiques les plus fortes des sociétés européennes postmodernes. Selon les sociologues Michel Maffesoli et Mike Featherstone, l’esthétisation de la vie quotidienne postmoderne semble provenir de deux mouvements parallèles, tous deux enracinés dans la modernité, le soi-disant « mouvement dual d’esthétisation postmoderne » : d’abord l’hédonisme esthétique (Maffesoli) et ensuite la banalisation de l’art (Featherstone). Le deuxième mouvement est le résultat de la désacadémisation et désinstitutionnalisation de l’art des artistes de l’avant-garde. Par conséquent, l’art est partout et est quelque chose de radiateurs à Rembrandt, « l’art fait partie de la vie quotidienne ». « Découvertes Gallimard » est considéré comme un exemple pour représenter « l’art dans le cadre de la vie quotidienne » dans les études de cas du mouvement dual d’esthétisation.
Pierre Marchand, directeur de Gallimard Jeunesse qui a créé le nouveau type d’encyclopédie artistique à la mise en page dynamique, qui serait autant un magazine qu’une encyclopédie. Il a été décrit par un employé de Gallimard que « ‹ Découvertes › séduit comme un magazine mais a la durée d’un livre », une sorte d'objectivation d’un magazine de luxe spécialisé. Beaucoup de travail et de recherches est fait sur la reproduction des images et le choix des illustrations, souvent des documents inédits comme des gravures anciennes, de vieilles photos, sur toutes les catégories de thèmes. Dans cette collection, tous les livres partagent le même concept de mise en page et d’apparence, chaque livre lui-même pourrait devenir une œuvre d’art plutôt que son seul substitut. Il est associé à un équipement d’édition à jour, à des innovations organisationnelles et à une recherche constante d’une qualité d’impression supérieure à moindre coût. Une collaboration étroite, plus une amitié qu’une relation d’affaires, entre Marchand et l’imprimeur italien Gianni Stavro, a fait progresser l’état de l’art dans l’imprimerie. Les fournisseurs des « Découvertes » sont censés coopérer entre eux, « par exemple, l’imprimeur français avait un problème concernant les pigments, donc l’imprimeur italien l’a invité à expliquer comment il pourrait résoudre le problème », explique un employé de Gallimard.
Pierre Marchand n’est peut-être pas un « maître artistique », mais il est presque considéré comme tel par ses employés. Les membres du personnel des « Découvertes » travaillent comme une équipe, ils partagent la même culture et les mêmes valeurs, leur bureau est intentionnellement construit comme un vaisseau, avec Marchand comme « capitaine » sur le pont, et n’importe qui, à tout moment, est libre de contribuer avec ses propres idées sur les auteurs, les images, les couvertures, …, et devient chef d’un projet.

## Sous-collections

Logo de « Découvertes Gallimard Hors série ».

Quatre sous-collections et une série sont parues sous la marque « Découvertes Gallimard » :
- « Découvertes Gallimard Hors série » : une sous-collection publiée depuis 1994, on compte aujourd’hui plus de 100 hors série, de forme variable. Selon Gallimard, « des livres à visiter comme une exposition »[25]. Ils sont souvent dédiés à des artistes comme Botticelli, Cranach, Arcimboldo, Artemisia Gentileschi, Fragonard, Vigée Le Brun, Fantin-Latour, Soutine, Le Gray … à l’occasion de grandes expositions qui leur sont consacrées.
- « Découvertes Gallimard Albums » : une sous-collection composée de treize titres, douze sortis en 1992 et un en 1994, au format de 210 × 270 mm.
- « Découvertes Gallimard Texto » : une sous-collection de six titres sortie en 1998, au format de 124 × 178 mm, inspirée des « témoignages et documents »[11]. À la différence de l’orientation visuelle des « Découvertes », « grands textes puisés dans la littérature et les documents d’archives prennent toute la place dans le ‹ Texto › », c’est la qualité des « témoignages et documents », placés en fin de volume et jugés par bien des lecteurs aussi indispensables que trop peu nombreux, qui a suscité cette sous-collection[26]. La collection est traduite en chinois simplifié.
- « Découvertes Gallimard Carnet d’expo » : une sous-collection créée en 2018, au format de 120 × 170 mm.
- « Une autre histoire du XXe siècle » : une série fermée de dix ouvrages pour dix décennies, au même format de « Découvertes », écrite par Michel Pierre, s’appuyant sur les archives cinématographiques Gaumont[5]. La série est traduite en espagnol dans la collection « Biblioteca de bolsillo CLAVES ».

Les ouvrages de « Hors série » sont souvent couplés à des expositions, qui fonctionnent bien. Alors que les autres tentatives de diversification de la collection se sont souvent soldées par des échecs commerciaux retentissants, tels que les « Albums » et le « Texto ». Malgré un concept intéressant : l’utilisation d’images fixes des archives de la Gaumont pour « Une autre histoire du XXᵉ siècle », cette série ont connu un succès mitigé.

## Accueil critique
Télérama fait l’éloge de la collection : « Les volumes de ‹ Découvertes Gallimard › empruntent au cinéma leur suspense, à la littérature son envoûtement, au livre d’art sa beauté, au journalisme son efficacité. » L'écrivain britannique Rick Poynor (en) a écrit dans le magazine Eye que la collection « est l’un des grands projets d’édition populaire contemporaine ». Dans l’hebdomadaire allemand Die Zeit, le savant littéraire Gerhard Prause (de) pense que la collection « est une aventure représente la surprise, l’excitation et l’amusement ». Dans le quotidien The New York Times, le critique d’art John Russell (en) considère que ces livres contiennent des informations uniques, telles que l’autorité de Claude Élien sur la musicalité de l’éléphant ou le regard précis de la comète de Halley tel qu’il a été décrit en 1835. L'auteur britannique Raleigh Trevelyan (en) a mentionné D-Day and the Invasion of Normandy (édition américaine de 6 juin 1944 : Le débarquement en Normandie, no 202), et il a dit : « Tous les volumes de la collection ‹ Découvertes › sont ingénieusement conçus ».
D’autres critiques positives, selon le magazine L’Expansion, dont The Mail on Sunday : « Révolutionnaire … Littéralement spectaculaire … » ; The Times : « Une collection très neuve et pleine d’audace » ; Die Zeit : « Dès que l’on ouvre ces livres maniables, on ne peut plus s’en détacher » ; The New York Times Book Review : « Une collection qui rappelle les encyclopédies du XIXe siècle, où l’intelligence allait de pair avec la curiosité ». Le magazine d’actualité L’Express : « De véritables monographies, éditées comme des livres d’art, proposées en format poche et vendues à un prix poche […] ‹ Découvertes › a changé la face de l’encyclopédisme et du livre d’art, adaptant le livre à l’ère du ‹ zapping ›. » Le quotidien espagnol El País : « C’est un ouvrage de vulgarisation, évidemment, mais vulgarisation de très bon niveau. » Le quotidien argentin La Nación : « Les livres sont les excellents assistants d’intellectuels, d’écrivains, de journalistes et d’étudiants de différents aspects de la culture […] ils contiennent des informations précises et concises […] Ils obtiennent une ‹ durée › cognitive difficile à atteindre dans la fugacité médiatique. En outre, ils sont très beaux. » Le quotidien brésilien Folha de S.Paulo : « Ce qui frappe le plus dans la collection […] (est) le format et le contenu iconographique. » Le journal brésilien Diário do Grande ABC (pt) : « Des livres richement illustrés […] presque comme une bande dessinée luxueuse et de très bon goût. »
Malgré toutes les faveurs à sa qualité et son design visuel attrayant, la collection souffre d’un problème d’identité et de visualisation dans les librairies : où mettre en place les « Découvertes » ? En jeunesse ou en adultes ? Avec les poches ou avec les ouvrages documentaires de sciences humaines ? Et optent pour un éparpillement thématique dans les rayons. Nombre de libraires renoncent aux présentoirs exclusivement réservés aux « Découvertes » en raison de la forte concurrence. D’autant que, en raison d’une gestion assez serrée des stocks chez Gallimard, les titres complets ne sont jamais disponibles en même temps, ce que n’apprécie guère la clientèle. Le problème d’identification est également latent dans la presse, les journalistes, par exemple, même s’ils sont personnellement ravis de recevoir les nouveaux titres en service de presse, ne sauraient bien souvent dans leurs articles être trop enthousiastes à propos d’un simple ouvrage de poche, même si c’est un tout nouveau titre et non une réédition.

## Coffrets
| Coffret (année)                                                         | Contenant                                                                                                 | Auteur                                                        | Série                            | ISBN                 |
| ----------------------------------------------------------------------- | --- | ------------------------------------------------------------- | -------------------------------- | -------------------- |
| La Révolution (1988)                                                    | David : l’art et le politique (no 46)                                                                     | Régis Michel (avec la collaboration de Marie-Catherine Sahut) | Peinture                         | (ISBN 9782070539895) |
| La Révolution (1988)                                                    | La Révolution des savants (no 48)                                                                         | Denis Guedj                                                   | Sciences                         | (ISBN 9782070539895) |
| La Révolution (1988)                                                    | À vos plumes, citoyens ! : Écrivains, journalistes, orateurs et poètes, de la Bastille à Waterloo (no 42) | Gérard Gengembre                                              | Littérature                      | (ISBN 9782070539895) |
| La Révolution (1988)                                                    | Les architectes de la liberté (no 47)                                                                     | Annie Jacques, Jean-Pierre Mouilleseaux                       | Architecture                     | (ISBN 9782070539895) |
| Les Précolombiens (1988)                                                | Les Cités perdues des Mayas (no 20)                                                                       | Claude-François Baudez, Sydney Picasso                        | Archéologie                      | (ISBN 9782070539901) |
| Les Précolombiens (1988)                                                | Les Incas, peuple du Soleil (no 37)                                                                       | Carmen Bernand                                                | Histoire                         | (ISBN 9782070539901) |
| Les Précolombiens (1988)                                                | Le destin brisé de l’empire aztèque (no 33)                                                               | Serge Gruzinski                                               | Histoire                         | (ISBN 9782070539901) |
| Egyptomanies (1993)                                                     | À la recherche de l’Égypte oubliée (no 1)                                                                 | Jean Vercoutter                                               | Archéologie                      | Inconnu              |
| Egyptomanies (1993)                                                     | Cléopâtre : vie et mort d’un pharaon (no 183)                                                             | Édith Flamarion                                               | Histoire                         | Inconnu              |
| Egyptomanies (1993)                                                     | Les Momies : Un voyage dans l’éternité (no 118)                                                           | Françoise Dunand, Roger Lichtenberg                           | Archéologie                      | Inconnu              |
| Impressionnismes (1994)                                                 | Degas : « je voudrais être illustre et inconnu » (no 36)                                                  | Henri Loyrette                                                | Peinture                         | (ISBN 9782070588480) |
| Impressionnismes (1994)                                                 | Cézanne : « Puissant et solitaire » (no 55)                                                               | Michel Hoog                                                   | Peinture                         | (ISBN 9782070588480) |
| Impressionnismes (1994)                                                 | Monet : « un œil... mais, bon Dieu, quel œil ! » (no 131)                                                 | Sylvie Patin                                                  | Peinture                         | (ISBN 9782070588480) |
| Impressionnismes (1994)                                                 | Renoir : « il faut embellir » (no 177)                                                                    | Anne Distel                                                   | Peinture                         | (ISBN 9782070588480) |
| Impressionnismes (1994)                                                 | Manet : « j’ai fait ce que j’ai vu » (no 203)                                                             | Françoise Cachin                                              | Peinture                         | (ISBN 9782070588480) |
| Antoine de Saint-Exupéry : Le Petit Prince, coffret anniversaire (1997) | Saint-Exupéry : L’archange et l’écrivain (no 356)                                                         | Nathalie des Vallières                                        | Littérature                      | (EAN 3260050626217)  |
| Antoine de Saint-Exupéry : Le Petit Prince, coffret anniversaire (1997) | Le Petit Prince (livret illustré de 24 pages)                                                             | Texte de Jean-Marie Laclavetine                               | –                                | (EAN 3260050626217)  |
| Antoine de Saint-Exupéry : Le Petit Prince, coffret anniversaire (1997) | Antoine de Saint-Exupéry : Le Petit Prince (CD-ROM pour PC Windows 95 et Mac)                             | Une adaptation de Romain Victor-Pujebet                       | –                                | (EAN 3260050626217)  |
| Une autre histoire de l’espace (1999)                                   | L’appel du cosmos (no 375)                                                                                | Alain Dupas                                                   | Sciences et techniques           | (ISBN 9782070534951) |
| Une autre histoire de l’espace (1999)                                   | Hommes et robots dans l’espace (no 386)                                                                   | Alain Dupas                                                   | Sciences et techniques           | (ISBN 9782070534951) |
| Une autre histoire de l’espace (1999)                                   | Le village interplanétaire (no 387)                                                                       | Alain Dupas                                                   | Sciences et techniques           | (ISBN 9782070534951) |
| Une autre histoire du 20e siècle (1999)                                 | Liste des volumes d’« Une autre histoire du 20e siècle »                                                  | Michel Pierre, Claude Quétel                                  | Une autre histoire du XXe siècle | (ISBN 9782070534883) |
| Une autre histoire des religions (2000)                                 | L’héritage des religions premières (no 373)                                                               | Odon Vallet                                                   | Religions                        | (ISBN 9782070542581) |
| Une autre histoire des religions (2000)                                 | Le Dieu du Croissant fertile (no 374)                                                                     | Odon Vallet                                                   | Religions                        | (ISBN 9782070542581) |
| Une autre histoire des religions (2000)                                 | Les spiritualités indiennes (no 384)                                                                      | Odon Vallet                                                   | Religions                        | (ISBN 9782070542581) |
| Une autre histoire des religions (2000)                                 | Les religions extrême-orientales (no 385)                                                                 | Odon Vallet                                                   | Religions                        | (ISBN 9782070542581) |
| Une autre histoire des religions (2000)                                 | L’Esprit des savoirs (no 390)                                                                             | Odon Vallet                                                   | Religions                        | (ISBN 9782070542581) |
| Une autre histoire des religions (2000)                                 | Le sacre des pouvoirs (no 391)                                                                            | Odon Vallet                                                   | Religions                        | (ISBN 9782070542581) |
| Louis Feuillade : Les Vampires (édition limitée) (2006)                 | Disque 1 – ép. 1–4 + Une dame vraiment bien                                                               | Louis Feuillade (court métrage co-réalisé avec Romeo Bosetti) | –                                | inconnu              |
| Louis Feuillade : Les Vampires (édition limitée) (2006)                 | Disque 2 – ép. 5–6 + La Légende de la fileuse + Le Temps des restaurations                                | Louis Feuillade                                               | –                                | inconnu              |
| Louis Feuillade : Les Vampires (édition limitée) (2006)                 | Disque 3 – ép. 7–8 + La Bous-bous-mie + C’est pour les orphelins !                                        | Louis Feuillade                                               | –                                | inconnu              |
| Louis Feuillade : Les Vampires (édition limitée) (2006)                 | Disque 4 – ép. 9–10 + L’Orgie romaine + Louis Feuillade au travail                                        | Louis Feuillade                                               | –                                | inconnu              |
| Louis Feuillade : Les Vampires (édition limitée) (2006)                 | Livret illustré de 33 pages                                                                               | Gaumont                                                       | –                                | inconnu              |
| Louis Feuillade : Les Vampires (édition limitée) (2006)                 | Louis Feuillade : Maître du cinéma populaire, (no 486) (exclusivité de l’édition limitée)                 | Patrice Gauthier, Francis Lacassin                            | Arts                             | inconnu              |

## Adaptations
Depuis 1997, en coproduction avec Arte France, Trans Europe Film, en collaboration avec Gallimard, réalise l’adaptation de la collection « Découvertes » pour Arte. Ces films documentaires de 52 minutes sont diffusés dans la case « L’Aventure Humaine », la plupart d’entre eux sont réalisés par Jean-Claude Lubtchansky.

## Les5 meilleures ventes
Les 5 meilleures ventes du fonds (au-delà de 80 000 ex.) :
- Jean Vercoutter, À la recherche de l’Égypte oubliée, Paris, Éditions Gallimard, coll. « Découvertes Gallimard / Archéologie » (no 1), 1986, 224 p. (ISBN 978-2-070-53028-1)
- Marie-Laure Bernadac et Paule du Bouchet, Picasso : le sage et le fou, Paris, Éditions Gallimard, coll. « Découvertes Gallimard / Peinture » (no 4), 1986, 192 p. (ISBN 978-2-070-53016-8)
- Pascal Bonafoux, Van Gogh : le soleil en face, Paris, Éditions Gallimard, coll. « Découvertes Gallimard / Peinture » (no 17), 1987, 176 p. (ISBN 978-2-070-53039-7)
- Anne-Marie Delcambre, Mahomet : la parole d’Allah, Paris, Éditions Gallimard, coll. « Découvertes Gallimard / Religions » (no 22), 1987, 192 p. (ISBN 978-2-070-53030-4)
- Georges Jean, L’écriture : mémoire des hommes, Paris, Éditions Gallimard, coll. « Découvertes Gallimard / Archéologie » (no 24), 1987, 224 p. (ISBN 978-2-070-53040-3)

## Bagatelles
- Jean Harambat, l’auteur de bande dessinée, qui possède trois titres – Shakespeare : Comme il vous plaira (no 126), Compostelle, le grand chemin (no 174) et Cinématographe, invention du siècle (no 35)[42].
- Entre ciel et mer, le Mont-Saint-Michel (no 28), trouvé dans l’atelier-bibliothèque de la romancière Amélie Sarn[43].
- Rimbaud : l’heure de la fuite (no 102) avec huit aquarelles inédites d’Hugo Pratt[44], sept d’entre eux sont les « pré-génériques » de cet ouvrage.

## Éditions internationales
| Titre                                                      | Traduction littérale                                              | Langue               | Pays                         | Éditeur                                                      | Premier titre                                                                                                 | Année de première parution |
| ---------------------------------------------------------- | ----------------------------------------------------------------- | -------------------- | ---------------------------- | ------------------------------------------------------------ | --- | -------------------------- |
| Découvertes Gallimard                                      | –                                                                 | Français de France   | France                       | Éditions Gallimard                                           | À la recherche de l’Égypte oubliée                                                                            | 1986                       |
| Aguilar Universal                                          | « Aguilar Universel »                                             | Espagnol d'Espagne   | Espagne                      | Aguilar, S. A. de Ediciones (es)                             | Egipto, tras las huellas de los faraones (no 1 — À la recherche de l’Égypte oubliée)                          | 1989                       |
| Biblioteca ilustrada                                       | « Bibliothèque illustrée »                                        | Espagnol d'Espagne   | Espagne                      | Blume                                                        | La invención de la fotografía: La imagen revelada (no 414 — L’image révélée : L’invention de la photographie) | 2011                       |
| Biblioteca de bolsillo CLAVES                              | « Bibliothèque de poche CLÉS »                                    | Espagnol             | Espagne, Amérique hispanique | Ediciones B                                                  | Che Guevara, compañero en la revolución (no 272 — Che Guevara : Compagnon de la révolution)                   | 1997                       |
| Civilização/Círculo de Leitores                            | « Civilisation/Cercle de Lecteurs »                               | Portugais européen   | Portugal                     | Civilização Editora, Círculo de Leitores (pt)                | Mozart: amado dos deuses (no 41 — Mozart : aimé des dieux)                                                    | 1991                       |
| Descobrir                                                  | « Découvrir »                                                     | Portugais européen   | Portugal                     | Quimera Editores (pt)                                        | A Bíblia: o Livro, os livros (no 392 — La Bible : Le Livre, les livres)                                       | 2003                       |
| Descobertas                                                | « Découvertes »                                                   | Portugais brésilien  | Brésil                       | Editora Objetiva (pt)                                        | O cinema, invenção do século (no 35 — Cinématographe, invention du siècle)                                    | 2000                       |
| Universale Electa/Gallimard                                | « Universel Electa/Gallimard »                                    | Italien              | Italie                       | Electa/Gallimard                                             | L’antico Egitto: archeologia di una civiltà (no 1 — À la recherche de l’Égypte oubliée)                       | 1992                       |
| Universale L’ippocampo                                     | « Universel L’ippocampo »                                         | Italien              | Italie                       | L’ippocampo Edizioni                                         | Terrorismi: Violenza e propaganda (no 575 — Terrorismes : Violence et propagande)                             | 2011                       |
| New Horizons                                               | « Nouveaux Horizons »                                             | Anglais britannique  | Royaume-Uni                  | Thames & Hudson                                              | The Search for Ancient Egypt (no 1 — À la recherche de l’Égypte oubliée)                                      | 1992                       |
| Abrams Discoveries                                         | « Découvertes Abrams »                                            | Anglais américain    | États-Unis                   | Harry N. Abrams                                              | The Search for Ancient Egypt (no 1 — À la recherche de l’Égypte oubliée)                                      | 1992                       |
| En värld av vetande                                        | « Un monde de la connaissance »                                   | Suédois              | Suède                        | Berghs förlag (sv)                                           | På spaning efter det glömda Egypten (no 1 — À la recherche de l’Égypte oubliée)                               | 1991                       |
| Horisont-bøkene                                            | « Horizon-livres »                                                | Norvégien            | Norvège                      | Schibsted                                                    | Indianernes land (no 14 — La Terre des Peaux-Rouges)                                                          | 1990                       |
| Ny viden om nyt og gammelt                                 | « Des nouvelles connaissances sur les nouveaux et les anciens »   | Danois               | Danemark                     | Roth                                                         | Vikingerne – havenes erobrere (no 13 — Les Vikings, rois des mers)                                            | 1993                       |
| Abenteuer Geschichte                                       | « Histoire d’aventure »                                           | Allemand             | Allemagne                    | Ravensburger Buchverlag                                      | Ägypten – Entdeckung einer alten Welt (no 1 — À la recherche de l’Égypte oubliée)                             | 1990                       |
| Fibula Pharos                                              | « Pharos de Fibula »                                              | Néerlandais          | Pays-Bas                     | Fibula-Van Dishoek                                           | Op zoek naar het vergeten Egypte (no 1 — À la recherche de l’Égypte oubliée)                                  | 1990                       |
| Standaard Ontdekkingen                                     | « Découvertes Standaard »                                         | Néerlandais          | Belgique, Pays-Bas           | Standaard Uitgeverij                                         | Op zoek naar het vergeten Egypte (no 1 — À la recherche de l’Égypte oubliée)                                  | 1990                       |
| Krajobrazy Cywilizacji                                     | « Paysages de la civilisation »                                   | Polonais             | Pologne                      | Wydawnictwo Dolnośląskie (pl)                                | Pismo – pamięć ludzkości (no 24 — L’écriture, mémoire des hommes)                                             | 1994                       |
| Poznać i Zrozumieć Świat – Focus                           | « Connaître et comprendre le monde – Focus »                      | Polonais             | Pologne                      | Gruner+Jahr Polska (pl)                                      | Leonardo da Vinci: Genialny wizjoner (no 293 — Léonard de Vinci : Art et science de l’univers)                | 2002                       |
| Horizonty                                                  | « Horizons »                                                      | Tchèque              | République tchèque           | Nakladatelství Slovart (cs)                                  | Písmo – paměť lidstva (no 24 — L’écriture, mémoire des hommes)                                                | 1994                       |
| Horizonty                                                  | « Horizons »                                                      | Slovaque             | Slovaquie                    | Vydavateľstvo Slovart                                        | Písmo, pamäť ľudstva (no 24 — L’écriture, mémoire des hommes)                                                 | 1994                       |
| Kréta könyvek                                              | « Livres à la craie »                                             | Hongrois             | Hongrie                      | Park Kiadó                                                   | Mozart, az Isten kegyeltje (no 41 — Mozart : aimé des dieux)                                                  | 1991                       |
| Mejniki                                                    | « Jalons »                                                        | Slovène              | Slovénie                     | DZS (sl)                                                     | Iskanje pozabljenega Egipta (no 1 — À la recherche de l’Égypte oubliée)                                       | 1994                       |
| Atradimai Baltos lankos                                    | « Découvertes Baltos lankos »                                     | Lituanien            | Lituanie                     | Baltos lankos (en)                                           | Picasso – Išminčius ir beprotis (no 4 — Picasso : Le sage et le fou)                                          | 1997                       |
| Découvertes Univers ― Colecțiile Cotidianul. Enciclopedica | « Découvertes Univers ― Collections Cotidianul. Encyclopédiques » | Roumain              | Roumanie                     | Editura Univers (ro) (en collaboration avec Cotidianul (ro)) | Da Vinci: Arta și știința universului (no 293 — Léonard de Vinci : Art et science de l’univers)               | 2007                       |
| Genel Kültür Dizisi                                        | « Série Culture Générale »                                        | Turc                 | Turquie                      | Yapı Kredi Yayınları                                         | İsa – Beklenmedik Tanrı (no 170 — Jésus : Le dieu inattendu)                                                  | 2001                       |
| Ανακαλύψεις Δεληθανάση                                     | « Découvertes Delithanási »                                       | Grec                 | Grèce                        | Αστέρης Δεληθανάσης ΕΠΕ (Astéris Delithanásis)               | Ο Μέγας Αλέξανδρος: Από την Ελλάδα στην Ανατολή (no 27 — De la Grèce à l’Orient : Alexandre le Grand)         | 1990                       |
| Открытие                                                   | « Découverte »                                                    | Russe                | Russie                       | AST (en)                                                     | Ренессанс, от Брунеллески до Палладио (no 242 — La Renaissance de l’architecture, de Brunelleschi à Palladio) | 2001                       |
| Биография искусства                                        | « Biographie des arts »                                           | Russe                | Russie                       | Mann, Ivanov et Ferber (ru)                                  | Леонардо да Винчи и его Вселенная (no 293 — Léonard de Vinci : Art et science de l’univers)                   | 2019                       |
| اكتشافات غاليمار                                           | « Découvertes Gallimard »                                         | Arabe libanais       | Liban                        | دار المجاني (Dar Al Majani ; trad. litt. « Maison libre »)   | أسرار مصر المنسية (no 1 — À la recherche de l’Égypte oubliée)                                                 | 2011                       |
| 知の再発見                                                 | « Redécouverte des connaissances »                                | Japonais             | Japon                        | Sōgensha (ja)                                                | 文字の歴史 (no 24 — L’écriture, mémoire des hommes)                                                           | 1990                       |
| 發現之旅 (Voyage D’exploration)                            | « Voyage des découvertes »                                        | Chinois traditionnel | Taïwan                       | China Times Publishing (zh)                                  | 文字與書寫：思想的符號 (no 24 — L’écriture, mémoire des hommes)                                               | 1994                       |
| 发现之旅 (Voyage D’exploration)                            | « Voyage des découvertes »                                        | Chinois simplifié    | Chine                        | Publié par divers éditeurs                                   | 文字与书写：思想的符号 (no 24 — L’écriture, mémoire des hommes)                                               | 1998                       |
| 시공 디스커버리 총서 (Sigong Discovery)                    | « Découverte Sigong »                                             | Coréen               | Corée du Sud                 | Sigongsa (en)                                                | 문자의 역사 (no 24 — L’écriture, mémoire des hommes)                                                          | 1995                       |

Plus :
- Số phận của vũ trụ: Big Bang và sau đó, traduction en vietnamien de Le destin de l’univers : Le big bang, et après (no 151), ouvrage de Trinh Xuan Thuan, paru chez Kim Đồng (en) en 2015.
- سورية في العصور الكلاسيكية : الهلنستية - الرومانية (Sūrīyah fī al-ʻuṣūr al-Kilāsīkīyah : al-Hilinistīyah - al-Rūmānīyah), traduction en arabe syrien de La Syrie antique (no 426), ouvrage de Maurice Sartre, paru chez l’autorité générale syrienne du livre en 2008.

### Articles externes
- Françoise Hache-Bissette, Histoire des industries culturelles en France, XIXe – XXe siècles : actes du colloque en Sorbonne, décembre 2001, Paris, Association pour le développement de l’histoire économique, 2002, 477 p. (ISBN 9782912912152, lire en ligne), « Découvertes Gallimard ou la culture encyclopédique à la française », p. 111–124.
- Daniel Garcia, « L’invention des Découvertes », sur L’Express.
- Nicole Zand, « Quand les spécialistes pensent aux amateurs », sur Le Monde.
- « Les " Découvertes " de Pierre Marchand », sur Le Monde.
- Claude Combet, « “Découvertes Gallimard”, le savoir en images », sur Livres Hebdo.
- Isabelle Manca, « La mue des Découvertes Gallimard », sur Le Journal des arts.
- « Découverte » [archive du 23 janvier 2021], sur Biblio Monde.
- Emmanuelle Giuliani, « Élisabeth de Farcy, directrice de la collection ‹ Découvertes Gallimard › : ‹ Une collection de poche à l’ambition encyclopédique › » [archive du 4 janvier 2018], sur La Croix.
- (en-GB) Jim Davies, « In the beginning was the picture: NEW HORIZONS », sur Eye Magazine.
- (en-GB) Rick Poynor, « Revelations in style: Gallimard’s Découvertes series secures readers’ loyalty by showing respect for their curiosity and intelligence », sur Eye Magazine.